# Clube Desportivo Palhavã
O Clube Desportivo Palhavã foi um clube de futebol português sediado em Lisboa. O clube foi fundado em 1907 e extinguiu-se em 1929.

## História
O clube teve vários nomes diferentes, tais como "Sport Clube Império" e "Império Lisboa Clube". 
Em 1917/18, vence o primeiro e único título da sua história, a Taça de Honra da AF Lisboa.

## Títulos
- Taça de Honra da AF Lisboa – 1
  - 1917-18